# Cleithracara maronii
Акара мароні (Cleithracara maronii) — цихліда ендемік тропічної Південної Америки, в межах дельти р. Оріноко, починаючи від р. Баріма (Гаяна) до р. Оуанарі (Французька Гвіана). Це єдиний вид роду Cleithracara. Вид популярний серед аматорів-акваріумістів і часто утримується в акваріумах.

## Опис
Риба має тіло кремового до світло-коричневого кольору. Під час збудження тіло набуває темно-коричневого кольору. Від початку спинного плавця проходить темна смуга через око до нижньої межі зябрової кришки. У середній частині тіла, трохи ближче до хвосту є група темних плям, що утворюють фігуру, що схожа на замкову щілину в дверях. Через це, в англомовній літературі рибу називають Keyhole cichlid (цихліда-замкова щілина).
Самці можуть досягати 7-8 см завдовжки, вони дещо більше за самок і мають довші китиці спинного та анального плавців, у дорослих особин — до кінця хвостового плавця.
Як правило, сором'язливі, одні з наймирніших цихлид. Не копають ґрунт і не зачіпають рослини.

## Утримання
Риби походять з областей з тропічним кліматом, тому температура утримання повинна бути в межах 22 °C-25 °C (найнижча межа становить 20 °C). Вода м'яка або середньої твердості, pH 6,5-7,2, фільтрування та аерація. Необхідно регулярно підмінювати частину води. Акваріум, бажано, щоб був великий, не менше 80-100 см завдовжки. Риби потребують багато схованок у заростях рослин та серед корчів та каміння. У той же час, потрібні вільні галявини. Освітлення повинно бути не надто яскраве, бажано мати плаваючі рослини.

## Живлення
Риби живляться черв'яками, ракоподібними, личинками та комахами. В акваріумі з успіхом можливо годувати живим, сухим та замороженим кормом.

## Розмноження

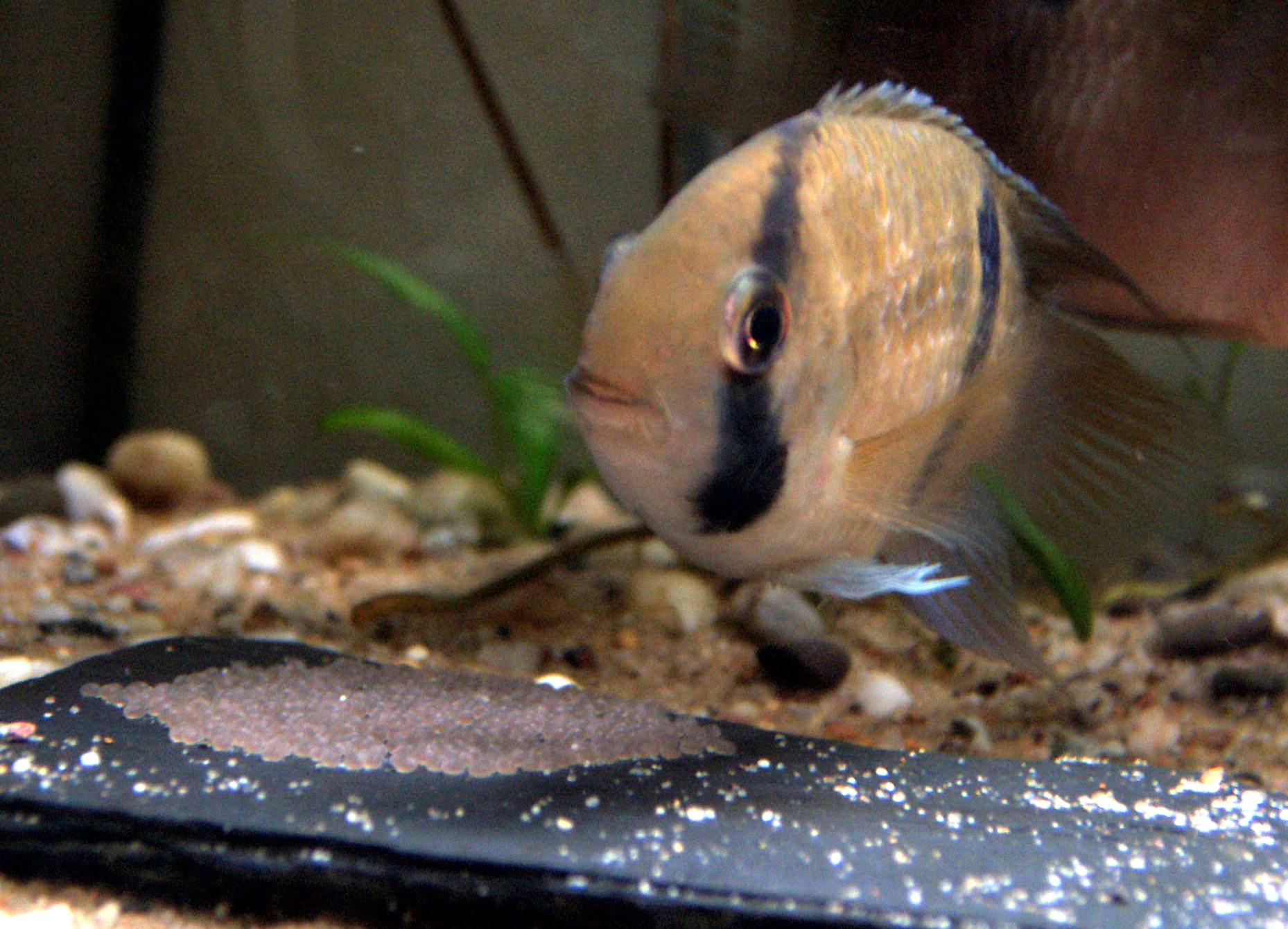
Мароні з кладкою ікри

Риби моногамні, нерестяться на плоску поверхню каменю, колоди або листя. Відкладають від 300 до 400 ікринок, які, як правило, охороняють обидва і самець і самка. Стать важко розрізняти, хоча деякі самці мають більший спинний плавець.